# Isole Near
Le Isole Near (Sasignan tanangin in aleutino) sono il gruppo di isole più occidentali appartenenti all'arcipelago delle Aleutine, nel Mare di Bering (Oceano Pacifico settentrionale). Amministrativamente fanno parte dello Stato dell'Alaska (Stati Uniti).

## Geografia
Le isole più estese delle Near sono Attu, Agattu e alcune isole facenti parte del gruppo delle Isole Semichi. Nei 1142 km² di estensione delle isole Near risiedono appena 47 abitanti (stando al censimento del 2000), tutti concentrati ad Attu e Shemya.

## Storia
La denominazione isole Near (isole vicine in italiano; Ближние острова in russo) si deve agli esploratori russi del XVIII secolo, che scelsero questo nome perché si trattava delle isole Aleutine più vicine alla costa russa.
Nel 1942, durante la seconda guerra mondiale, le truppe giapponesi occuparono le Isole Near. Nel 1943 si svolse una campagna militare grazie alla quale le forze militari statunitensi riconquistarono questi territori (vedi battaglia di Attu).